# The Trinity (film, 1912)
The Trinity est un film muet américain réalisé par Thomas H. Ince et sorti en 1912.

## Fiche technique
- Réalisation : Thomas H. Ince
- Production : Carl Laemmle
- Date de sortie :  États-Unis : 4 janvier 1912

## Distribution
- King Baggot : Heinrich
- Margarita Fischer : Baby Lena
- William Robert Daly : August